# Fútbol base del Club Deportivo Guadalajara
El fútbol base del Club Deportivo Guadalajara hace referencia al conjunto de equipos que participan en categorías inferiores a la Primera División de México y que generalmente no cuentan con derecho a ascenso. Su principal objetivo es nutrir de jugadores las filas del primer equipo del Club Deportivo Guadalajara, fomentando los valores de la institución y proporcionando al jugador una formación integral.
Gracias al gran trabajo realizado por la institución en sus fuerzas básicas, jugadores que se convirtieron en grandes figuras de la Época del Campeonísimo del Guadalajara en el primer equipo rojiblanco tuvieron primero su paso por los equipos filiales; otros incluso lograron migrar en algunas de las mejores ligas del mundo. Jugadores como Sabás Ponce, Jose Villegas, Guillermo Sepúlveda, Salvador Reyes Monteón, Isidoro Díaz, Juan Jasso,  Jaime Gómez, Crescencio Gutiérrez, Javier Valdivia, Raúl Arellano, Fernando Quirarte, Joel Sánchez, Paulo César Chávez, Alberto Medina, Omar Bravo, Javier "Chicharito" Hernández, Carlos Salcido, Carlos Vela, Marco Fabián de la Mora,  Miguel Ángel Ponce y Jesús Sánchez se formaron en las fuerzas básicas del equipo.

## Fuerzas Básicas

### Años 1910
Desde principios de la década de 1910 se tienen registros de torneos realizados para equipos de fuerzas inferiores en el estado de Jalisco, Guadalajara participó en varios de estos con equipos formados con jugadores de menor edad y que no participaban en juegos con en el equipo principal, por lo general estos equipos recibían el nombre de Reservas y llevaban el mismo nombre que el Club de Primera Fuerza. 
El primer equipo que presentó cierta autonomía y fue registrado como filial inferior del Guadalajara fue el «Club Colonias» el cual disputaba sus partidos en el torneo de Segunda Fuerza de Jalisco.
Para la temporada 1918-19 de la Primera Fuerza de la Liga de Occidente se registra un nuevo equipo sucursal, el cual llevaba por nombre «Ciudad de México». Dicho equipo estaba compuesto por integrantes del Club Guadalajara, que no tuvieron lugar en el primer equipo. Jugaba con uniforme blanco y sus integrantes fueron Ramiro Vázquez, Anastasio Morales, Enrique Macías, Nicolás Macías, Ricardo Sapien, Gabriel Amezcua, Gregorio Espinosa, Salvador Mejía, J. de Jesús Beltrán, Jesús González R. y Agustín Romano. Al finalizar la temporada el equipo se desintegra y no vuelve a participar en un torneo de primera fuerza.

### Años 1920
Con el tiempo en el club empezaron a surgir varias categorías de Fuerzas Básicas que iban desde Infantiles, Juveniles, Especial Juvenil, hasta llegar a reservas donde se encontraban los equipos desde cuarta a segunda fuerza, para después dar el gran salto y llegar al primer equipo que disputaba la Liga de Occidente. Estos equipos participaban en los torneos organizados por la Federación de Jalisco para cada una de sus divisiones respectivamente y su división hasta Juvenil se basaba únicamente en edad, una vez llegados a reservas el talento era lo que hacía emerger a un jugador hasta la primera fuerza.
En 1926 surge una nueva filial del Guadalajara que presentaba cierta autonomía en relación con el club de primera fuerza, su nombre fue «Club Deportivo Reforma» y participó en la liga de Primera Fuerza del campeonato de Jalisco en 1926-1927, esto debido al Cisma que se presentó en la liga jalisciense. Después de este torneo la liga volvió a unirse por lo que el Reforma pasó a jugar en divisiones inferiores.

### Años 1930
En los años 1930, el equipo de segunda fuerza del Club Guadalajara, logró conquistar en dos ocasiones el título del campeonato oficial de Segunda Fuerza, organizado por la Federación de Occidente, esto fue en las temporadas 1934-35 y 1937-38. En 1939 el mismo equipo logra obtener el campeonato de Segunda Categoría de Occidente.

### Años 1940
Durante estos años las fuerzas básicas del club estuvieron nutridas por jóvenes de ligas rurales como la liga interparroquial, y de equipos como el SUTAJ, Corona, Imperio y el Río Grande, de donde saldrían grandes figuras para el equipo que más adelante formarían al famoso Campeonísimo.

### Años 1970
En la época de los 1960s y principios de los 1970s, se jugaba el torneo nacional de reservas como preliminar de los partidos del equipo profesional. En ese período surgen figuras como Pepe Martínez.
En 1975, el torneo de reservas desaparece, y Chivas adhiere su equipo de reservas a la tercera división con el nombre de Club Deportivo Tapatío. El equipo hace una muy buena temporada, ganando la mayoría de los juegos, por lo que se le da el ascenso a segunda división para el siguiente torneo.
En ese equipo de reservas brillaban jugadores de 16 a 17 años, entre ellos Fernando Quirarte, quien anotó muchos goles de cabeza en jugadas de balón detenido, y Héctor Prieto. En la temporada 1976 siendo Horacio Troche el entrenador del primer equipo, dieron el salto a primera división Héctor Prieto, el Snoopy Pérez y Fernando Quirarte.
Ya con el equipo en segunda división dirigido por el "Jamaicón" Villegas, tienen temporadas regulares hasta la temporada 1979-80 donde pierden la final contra Morelia. En ese equipo la mayoría era jugadores sub-20, estando entre la alineación titular Celestino Morales, Carlos Rizo, Demetrio Madero, José Gutiérrez, Jaime León, Jaime Navarro Onofre, Rodolfo Rodríguez, Alejandro Guerrero, Néstor De la Torre, Eduardo De la Torre y el Javier Pillo Dávalos.

### Años 1980
En la temporada 1980-81 siendo Diego Mercado entrenador del Tapatío, llegan al primer equipo Madero, Gutiérrez y Guerrero. Celestino Morales ya había salido a la banca desde una temporada anterior siendo el entrenador Carlos Miloc después de que este dio de baja al portero titular Jorge García Rulfo dándole la titularidad del primer equipo a Javier Ledesma.
A la llegada de Albero Guerra en 1982, prácticamente todo el plantel del equipo Tapatío asciende al primer equipo. Después de esto, el equipo fue regular en la división de ascenso y los únicos logros fue la incursión de algunos jugadores al primer equipo como Luis Manuel Díaz, Armando González, Diego Silva, Gutiérrez Aldaco, Ignacio Vázquez, C. Hernández, Mario Califas Arteaga, R. Cadena, y Manuel Vidrio entre otros.
Durante estos años también se dio la incorporación del Club Deportivo Alianza, equipo filial en Tercera División, el cual disputaba sus partidos en la población de Sayula, Jalisco. En esta filial tuvieron participación algunos elementos de las fuerzas básicas como Mario Califas Arteaga y Manuel Vidrio.

### Años 1990
A principios de los 1990s, se reinicia el torneo nacional de reservas, ahí chivas arma un trabuco y en la temporada 1992-93 se coronan ganando 3-0 a las reservas del Toluca en el partido preliminar de la Final León - Puebla. La mayoría de estos jugadores pasaron de reservas al primer equipo sin pasar por el Tapatío.
En ese equipo ya muchos jugadores habían debutado en primera división pero todavía eran muy jóvenes, la mayoría fueron seleccionados (sub-20 en 1991 y 1993, olímpicos en 1992 e incluso sub-17 en 1994).
Resaltaron jugadores como Ricardo Cadena, Manuel Vidrio, Guillermo "Campeoncito" Hernández, Joel Sánchez, Paulo César Chávez, Gabriel García, Mario Arteaga, Everaldo Begines, Ignacio Vázquez y Manuel Martínez.
En 1994, se constituye la Primera "A" y se establece como la segunda categoría del Sistema de ligas de fútbol en México. El equipo Tapatío permanece en Segunda División, por lo que automáticamente pasa a disputar el campeonato en la tercera liga en importancia.
En 1996, llega José Luis Real a la institución y reestructura el equipo. A partir de 1999 el equipo Tapatío, dirigido primero por Sergio Pacheco y después por Juan Carlos Chávez, logra grandes campañas en Segunda División, disputando cuatro finales. Para 2001, la institución rojiblanca decide adquirir la franquicia de Primera "A" de los Gallos de Aguascalientes, y con ello se da el ascenso del Tapatío a esta división.
Desde la llegada de Real, el equipo produjo grandes jugadores pero el divorcio empresarial entre la Promotora Deportiva y la Asociación Civil que manejaba el Club, no permitía la salida de estos, aun así llegaron al primer equipo jugadores como Juan Pablo Alfaro,Erick Lopez, Omar Bravo y Alberto Medina.
Paralelamente existieron otros proyectos como el Nacional Tijuana y Chivas Tijuana, equipo que surge en 1997 y desaparece en 1999, dejando como legado un subcampeonato de Primera "A" en la temporada Invierno 1998. Así mismo en Tercera y Segunda División participó el equipo Chivas Rayadas, creado en 1993 por iniciativa de la Promotora, y que lograría ser campeón de Copa de la Segunda División, campeón de Filiales de la Segunda División, campeón de Filiales de la Tercera División y Campeón de Campeones de la Tercera División.

### Años 2000

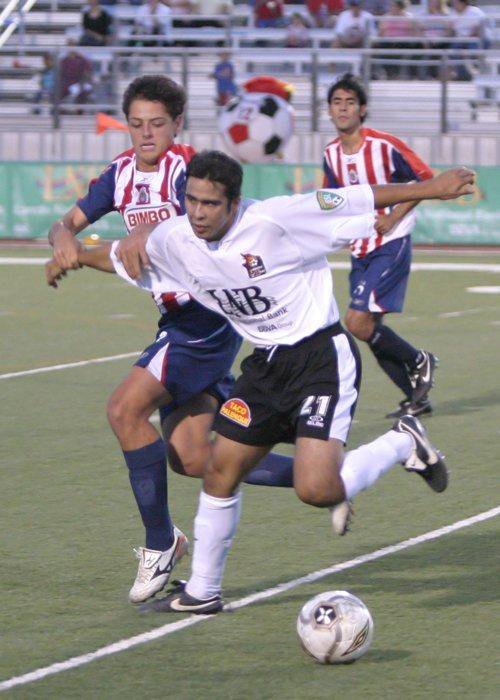
Chicharito Hernández en las inferiores del Guadalajara en 2006.

El Tapatío juega el Apertura 2003 en la Primera "A", llegando a la liguilla pero siendo eliminado por el Irapuato. La siguiente temporada llega a la final que pierde contra el León, siendo su alineación la siguiente: Talavera, M. Jiménez, Carlos Ortega, Alfaro, Rodríguez, Salcido, Vela, N. Gutiérrez, Gutiérrez, Mendoza, Romo, Sandoval.
De 2004 a 2005, el equipo de segunda división con las generaciones 1985-87 y reforzado con 3 jugadores generación 1983 Camcho, Ramos, Borboa, ganaron dos títulos en segunda división de filiales, Atlas y Santos Laguna fueron los rivales. En estos equipos campeones estaban jugadores como Renato Rivera, Héctor Gómez, Max Pérez, Marco Parra, Christian Armas, Sergio Rodríguez, Álvaro Estrada, y ocasionalmente jugaban algunos de la generación 1987 como Ochoa, Galván, Solís, Báez, Padilla, Fernando Mendoza y Zárate.
El equipo de segunda división, Chivas San Rafael, logra el título del campeonato de filiales en el apertura 2006, jugando con la generación 1989. Jugadores como Nava, Ocampo, Salazar, Cárdenas, Marco De León, y algunos refuerzos mayores le ganaron a las reservas de Toluca para coronarse.
Mientras tanto en reservas, el equipo gana el Clausura 2006 (último torneo de reservas) derrotando al Atlas, jugando en su mayoría elementos de la generación 86, 87 y 88 como el "Chicharito" Hernández, "Chore" Mejía, Ayala, Galván, Padilla, Valdovinos, Arias, Ledesma, De Luna, Báez, Ochoa, Estrada, Solís, Zárate y Mendoza.
En julio de 2006 Chivas terminó el campeonato Nacional Juvenil de Fuerzas Básicas en Aguascalientes como Campeón de la categoría 89-90, al vencer en la Final a los Rayos del Necaxa, por 2-1 con anotaciones de Mauricio Curiel y Antonio Salazar, mientras que la categoría 91 también levantaron el trofeo de número uno a nivel nacional, al vencer 1-0 al Pachuca con anotación de Ulises Dávila.
En tercera división, la generación 1988 ganó el campeonato derrotando a Toluca en el 2005 (Araujo, Ledesma, el Chore, Esparza, Chicharito, Carlos Vela etc). Una temporada después repitió el título la generación 1989 derrotando a Morelia. Un torneo después la generación 1990 quedaría como subcampeón, y la generación 1991 llegaría hasta la instancia de semifinales.
Mientras tanto en divisiones inferiores desde la Cuarta división hasta las Escuelas de Fuerzas básicas, Chivas ha logrado una serie de reconocimientos y títulos. La Escuela de Fútbol Chivas Gigantera, logró durante dos años consecutivos (2005-2006) consolidarse como la institución más ganadora en la Liga Córdica y Metropolitana, donde participan los grupos de Fuerzas Básicas del fútbol de Jalisco. En el Clausura 2006 se coronaron campeones los equipos de la Cuarta División de la Categoría 90 y subcampeón en la Cuarta División A, modalidad 91.
En 2006 en la Copa Vitro realizada en Monterrey, el Rebaño se llevó varios trofeos de Campeón en las categorías que participó, en la categoría 98 ganaron la Final por 2-0 al Correcaminos de Ciudad Victoria, la categoría 96 se llevó el tercer lugar de la competencia, al caer en el juego de la Semifinal por 3-1 a los Rayados Nova Azul, mientras que los juveniles de la 93 vencieron a los  Rayados Vitro por goleada de 7-0, la categoría 92 también se coronó al vencer 3-2 a los Tigres FB, la categoría 91 ganó 3-2 a los Tigres Hit Power, y la 90 también se llevó el título al ganarle 2-1 a los Rayados Nova Azul.
En enero de 2008 el equipo del Guadalajara categoría 93 dirigido por Ramón Baeza ganó el título de la categoría, participando después en el Mundialito de la Academia Tahuichi en Bolivia donde conseguiría el primer lugar de su grupo. Mientras que el 17 de mayo de 2008, el Club Deportivo Guadalajara "B" filial de Segunda división mexicana, se coronaría por segunda vez como Campeón de Filiales, al superar en la final del Torneo Clausura 2008 de Filiales con marcador de 4-3 (6-4 global ) a Monarcas Morelia en la cancha Fausto Prieto de Verde Valle.

#### Participación internacional
En el año 2005 la generación 1985, con jugadores como Parra, Morales, Rivera, Armas, Pérez, López, Mendoza, entre otros, ganaron el torneo de reservas más importante de Holanda venciendo a Boca Juniors por marcador de 1-0. Ese mismo año la generación 1987-88 ganó el Torneo promesas de Brasil, y la generación Sub-16 ganó la Copa Gothia, el torneo de reservas más largo, realizado en Suecia.
En el 2006, la generación 1991 ganó la Copa Premier de Mánchester United al derrotar al Arsenal por marcador de 2-1, siendo Ulises Dávila y Paredes los jugadores más destacados de este equipo Mientras que un año después, en el 2007, las reservas ganaron la Copa Chivas
En 2008 por segunda ocasión de manera consecutiva el Guadalajara derrotó 3-0 en la final del torneo Copa Chivas, celebrada en el Estadio Jalisco, al conjunto de Atlas para quedarse con el título de la edición 15 de este torneo. Antonio Salazar se mantuvo como el goleador y con sus dos goles en la final llegó a 13 anotaciones quedándose con el título de campeón goleador.

## Liga de Expansión

### Club Deportivo Tapatío
Filial del equipo Guadalajara que participó en Tercera, Segunda "B", Segunda "A", Segunda y Primera división "A", entre sus logros se encuentran el subcampeonato del Verano 2003 en la Primera división "A", los subcampeonatos de 1981, 1996, Invierno 1999 e Invierno 2001 en la Segunda división mexicana, los campeonatos de la Segunda división "B" en 1985-86 y 1993-94, así como el torneo de Copa México y Campeón de Campeones de la Tercera División. 
Durante un corto período de tiempo, el equipo cambió de nombre y de sede aunque permaneció bajo control de la institución rojiblanca. Después de pasar por La Piedad y Tepic, regresó a la capital de Jalisco donde jugó hasta el año 2009, cuando la franquicia es vendida a la Universidad de Guadalajara.
Por este equipo pasaron jugadores como Fernando Quirarte, Jesús Bracamontes, Javier Ledesma, Demetrio Madero, Eduardo de la Torre, Juan Manuel Castañeda,Carlos A. Salcido, Omar Bravo, Alberto Medina, Johnny García, así como los campeones del mundo sub-17: Sergio Arias, Carlos Vela, Patricio "El Pato" Araujo, Omar Esparza, entre otros.

### Chivas Tijuana
Fue un equipo de fútbol mexicano que jugó en la Primera división 'A' mexicana. Tuvo como sede la ciudad de Tijuana, Baja California.
Su máximo logro lo consiguió en el torneo de Invierno 1998, cuando llega a la final del torneo de liga. La final fue disputada contra el equipo Atlético Yucatán. Tijuana no logró marcar ningún gol en la serie final, los venados se impusieron 1-0, con gol de Miguel Salcedo.
Tras su participación en el torneo de Verano, donde alcanzó la fase de cuartos de final, se anunció un cambio de nombre; a partir de 1999 el equipo pasaría a denominarse Nacional Tijuana, jugando de color verde, blanco y rojo; lo que significó la desaparición del nombre Chivas Tijuana.

### Chivas La Piedad
Equipo filial en primera "A" que nació en el 2004 tras el cambio de sede del Tapatío, el equipo jugó en la ciudad de La Piedad y existió por un año. Al terminar la temporada en la posición 19 de la tabla por el no descenso, se ve obligado a disputar la permanencia contra los Cachorros de la Universidad de Guadalajara, subcampeones de segunda división, a quienes logran vencer. Aun así el equipo volvió a ser movido de sede para jugar en Tepic donde fue llamado Chivas Coras.

### Chivas Coras
Este equipo fue creado para jugar el Apertura 2005 en la Primera división 'A' mexicana, tras la desaparición de Chivas La Piedad, el equipo fue trasladado para jugar en la ciudad de Tepic, Nayarit. El nombre de Coras se debió a que así se le dice a la gente de esa región, anteriormente ya había existido un equipo con este nombre, el antiguo Coras de Tepic. El equipo desaparece en el Clausura 2006 y para regresar a Guadalajara con el nombre tradicional de El Tapatío.

## Segunda división

### Guadalajara Premier
Anteriormente conocida como Chivas Rayadas, esta filial ha participado en Segunda División, Liga Premier de Ascenso, Liga de Nuevos Talentos y Tercera División de México.
Actualmente, Guadalajara Premier juega en la Segunda División de México. Participa en el Grupo 1 de la Liga Premier de Ascenso y ha logrado salir campeón de la división con anterioridad, como en el Torneo Revolución 2011.

### Chivas San Rafael
Juega en la Segunda división mexicana este equipo nació bajo la compra de la franquicia del club Oro de Jalisco, en el año del 2004. Fue Campeón de Filiales en el torneo Apertura 2006 de la 2.ª división. Este equipo es una sucursal por lo que no tiene derecho al ascenso, y juega en la Zona Occidente.
Tiene como sede el Club Chivas San Rafael, antiguo Club Social y Deportivo Jalisco, y juega de local los sábados a las 12:00 PM.

### C.D. Guadalajara "B"
Equipo de Segunda división mexicana que juega en Zona Occidente, y tiene derecho a ascenso. Fue Campeón de filiales en la 2.ª división en el torneo Apertura 2004, Clausura 2008 y en el Clausura 2009. Su presidente es Salvador Flores Martelli.
Teniendo como sede el club Verde Valle y juega de local los viernes a las 12:00 PM.

## Tercera división

### Escuela de fútbol Chivas
Es una filial sin derecho a Ascenso que participa en el Grupo X de la tercera división, el equipo es fundado en 2008 con el fin de dar juego a los estudiantes que participan en el programa de desarrollo de jugadores del Club Deportivo Guadalajara. Tienen como sede el club Verde Valle y juegan de local los sábados a las 4:00 PM.

### C.D. Guadalajara "C"
Es una filial sin derecho a ascenso que participa en el Grupo XI de la tercera división, donde se encuentran equipos como el Club Deportivo Nacional y la filial del Atlas. Su presidente es el licenciado Felipe Sierra Villareal y tiene como sede el club Verde Valle, jugando de local los viernes a las 3:00 PM.
Anteriormente participaba en el Grupo X de la Tercera división, sector donde actualmente se encuentra la filial hermana "Escuela de fútbol Chivas". Este equipo llegó a ser bicampeón de filiales de la Tercera división en el Clausura 2005 y Apertura 2006.
Recientemente fue campeón del torneo Bicentenario 2010

### Guadalajara FODF
Fue un equipo que participaba en el grupo III de la Tercera división mexicana y era una de las pocas filiales con derecho a ascenso. En la última temporada (2007), en sus filas se encontraban jugadores como Carlos Salguero, Hugo Romero, Daniel Otero, Ricardo Valdez, Bernardino Diego, Samuel Alcántara, Irving Herrera, Erick Correa, Marco Hernández, Antonio Valverde, Iván García, entre otros. Fueron dirigidos por Ángel Morales.
Su presidente fue Gerardo González Campos, y tenían como sede la Ciudad de México en la colonia Santiago Tepalcatlalpan.

### Álamos F.C.
Es un club de fútbol mexicano fundado en 1994 que juega en Tercera División Profesional de México, se ubica en la Ciudad de México y es la filial más antigua del Club Guadalajara.

### Club Deportivo Alianza
Fue un equipo filial incorporado a la Tercera División en el año 1985, por iniciativa del entonces presidente del Guadalajara, Marcelino García Paniagua. El Alianza disputaba sus encuentros en la ciudad de Sayula, y estaba compuesto en su mayoría por jugadores de la región comprendida desde Acatlán de Juárez hasta Pihuamo. El presidente del equipo fue Marcelino Torres Castillo.
De esta institución surgieron jugadores como Juan Manuel Castañeda,Manuel Vidrio, originario de Teocuitatlán de Corona, y Mario Califas Arteaga. Llegó a ser subcampeón de la Tercera División, perdiendo la final ante el equipo Águila Progreso Industrial, en la temporada 1986-87. En 1990 el equipo dejó de jugar con jugadores de las fuerzas básicas del Guadalajara.

## Cuarta división

### Chivas Jopa
Juega en la Cuarta División Premier, tiene sus instalaciones en Cuautitlán Izcalli, Estado de México, juegan en el campo "Instalaciones Jopa #1 Santa Bárbara". Este equipo logró el tercer lugar de la 4.ª división premier en el Apertura 2006 y el Clausura 2007.

### Guadalajara Jopa
Juega en la Cuarta división "B", es filial de Chivas Jopa de Cuarta División Premier. Juegan en las instalaciones de Jopa, en Cuautitlán Izcalli y en el Campo "H" del poli zacatenco.

### Chivas Sherwood
Juega en la Cuarta división "B", tienen sus instalaciones en "Las Minas" de Metepec, Estado de México y en Toluca. El equipo fue campeón de la 4.ª división "B" en el Clausura 2007.

### Chivas Lindavista
Juega en la Cuarta división "B", fue campeón de la 4.ª división "B" en el Apertura 2011 en la categoría 1993-1996 logra ascenso a la 4.ª división "A".

## Fuera de México

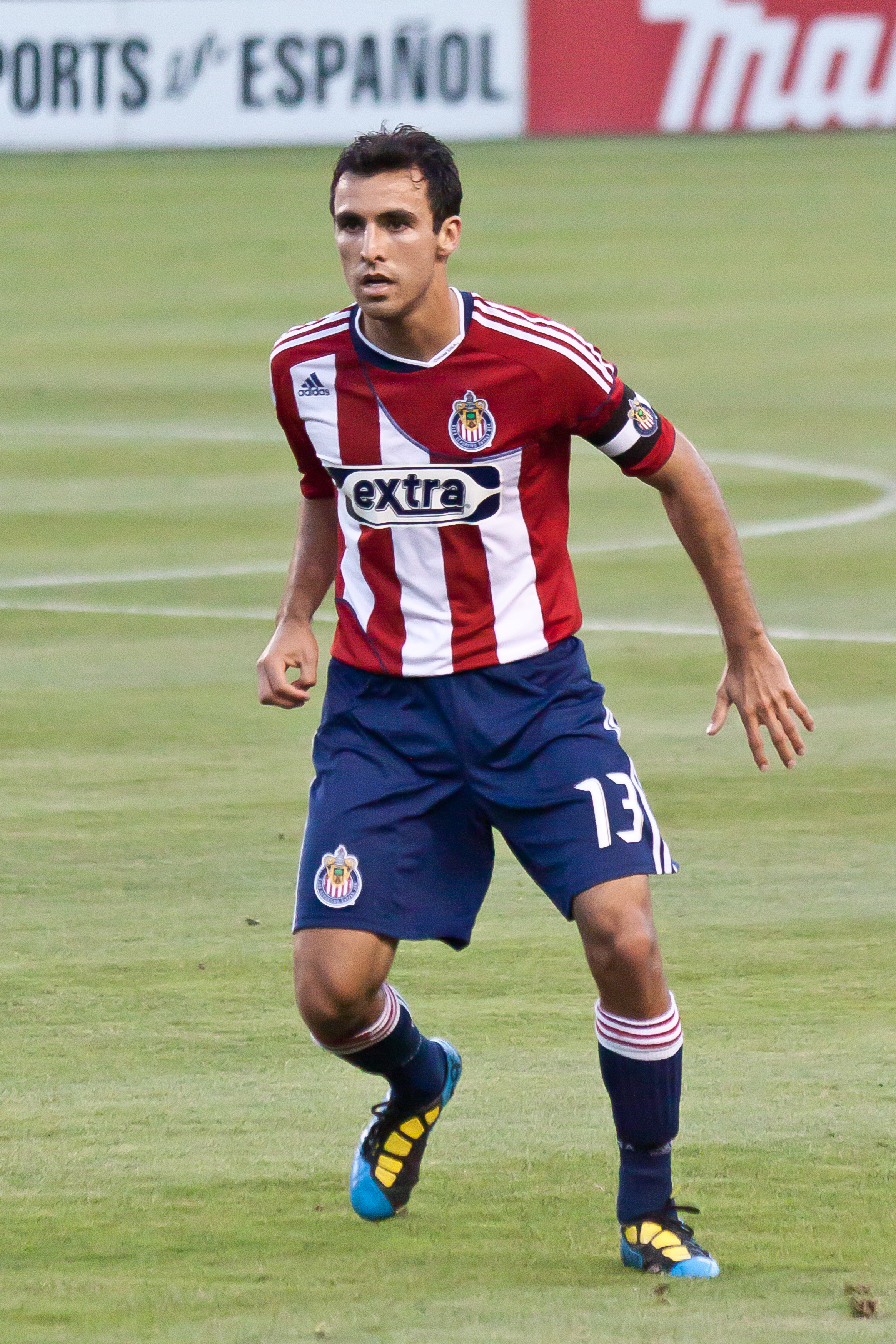
Jonathan Bornstein, lateral de Chivas USA de 2006 a 2010.

### Chivas USA
Fue un equipo de fútbol que nació en 2004 a causa de la expansión de la Major League Soccer en 2005, hizo valer su nombre gracias a su participación en la liga de fútbol de los Estados Unidos y al apodo del Club Deportivo Guadalajara. Si bien no fue una filial, este equipo fue utilizado para llevar los valores del Club Guadalajara a los Estados Unidos, siendo un equipo donde participaron jugadores que también jugaron con el Guadalajara, como Claudio Suárez, Francisco Palencia, Johnny García, Martín Zúñiga y Ramón Ramírez.
El equipo jugaba en la Ciudad de Los Ángeles, donde era seguido por los inmigrantes mexicanos y sus familias en territorio estadounidense. También utilizaba el uniforme rojiblanco y su escudo era similar al del CD Guadalajara, variando solamente en el nombre.
En 2014, la MLS compró el club con sus planes de venderlo a nuevos propietarios, quienes cambiaran el nombre y escudo del club a tiempo para la temporada 2015, pero se confirmó el 27 de octubre de 2014 que el equipo no continuará sus operaciones, y se venderá a nuevos propietarios la franquicia que volverá en 2017.

### Chivas Hefei
El 7 de septiembre de 2007, Jorge Vergara dueño de Chivas, firmó un convenio para la participación de un equipo de fútbol en la Yi League (中國足球乙級聯賽) o Primera división B de China, lo equivalente a la Segunda división mexicana, al cual se le dio el nombre de Chivas Hefei. En lo deportivo, el convenio incluye el desarrollo del fútbol, así como intercambios educativos y deportivos.
Hefei (también llamada Hofei o Ho-fei), capital de la provincia de Anhui ubicada al este de China, es una ciudad con 1,2 millones de habitantes. El nuevo equipo de Vergara tendrá como director deportivo a Héctor Real, mientras que como entrenador se pretende contar con Bora Milutinović en el banquillo.